# Ed Gein (pel·lícula)
Ed Gein  (títol original: In the Light of the Moon) és una film americà dirigida per Chuck Parello, estrenada el 2000. Ha estat doblada al català. El rodatge s'ha desenvolupat a Los Angeles. La història de l'assassí en sèrie Ed Gein ha inspirat molts films com Three on a Meathook, (1972), Deranged o The Texas Chain Saw Massacre (1974). La casa dels Anderson on Ed Gein és capturat al final del film és la mateixa que la de la família Jarvis a Divendres 13: Capítol final (1984). Apassionat pels assassins en sèrie, el director Chuck Parello ha contat la història de Henry Lee Lucas a Henry, retrat d'un serial killer 2 (1998) i la de Kenneth Bianchi a The Hillside Strangler (2004).

## Argument
1957. A la tranquil·la I petita ciutat de Plainfield, Ed Gein porta una vida ordinària a la granja familiar. Però la granja està aïllada, els pares d'Ed han mort i les collites s'han podrit des de fa molt de temps. I els seus fantasmes el visiten.

## Repartiment
- Steve Railsback: Ed Gein
- Carrie Snodgress: Augusta W. Gein
- Carol Mansell: Collette Marshall
- Sally Champlin: Mary Hogan
- Steve Blackwood: Brian
- Nancy Linehan Charles: Eleanor
- Bill Cross: George Gein
- Travis McKenna: Ronnie
- Jan Hoag: Irene Hill
- Brian Evers: Henry Gein
- Pat Skipper: el xèrif Jim Stillwell
- Nicholas Stojanovich: Dale
- Dylan Kasch: Melvin
- Tish Hicks: Leigh Cross

## Premis i nominacions
- Premi a la millor pel·lícula i del millor actor per a Steve Railsback, en el Festival Internacional de Cinema Fantàstic de Catalunya l'any 2000.
- Premi del millor actor per a Steve Railsback i la millor actriu per a Sally Champlin, en el Fantafestival l'any 2001.
- Nominació al premi a la millor pel·lícula, en el festival Fantasporto l'any 2001.